# Schams ad-Dīn as-Samarqandī
Schams ad-Dīn as-Samarqandī (arabisch شمس‌الدین سمرقندی, DMG Šams ad-Dīn Muḥammad ibn al-Ašraf al-Ḥusainī as-Samarqandī) war ein Mathematiker, Theologe, Philosoph, Logiker und Astronom des 13. und 14. Jahrhunderts aus Samarkand (Samarquand).
Von ihm ist wenig bekannt. Er schrieb seine Hauptwerke um 1276. Darunter waren Werke über Theologie, Philosophie (mit einer Abhandlung über Dialoge in der Philosophie), Logik, Mathematik und Astronomie. Er gehörte nicht zu den Astronomen um Nasir al-Din al-Tusi im Observatorium in Maragha.
Als Mathematiker verfasste er eine zwanzigseitige Abhandlung (Kitab Aschkal al-ta'sis, Buch der grundlegenden Theoreme) über 35 Propositionen aus Euklids Elementen, wobei er Mathematiker wie Ibn al-Haitham, Omar Chajjam, al-Dschauhari, Nasir al-Din al-Tusi und Athīr al-Dīn al-Abharī zitierte. Die Abhandlung wurde unter anderem von Qadi Zada kommentiert. Als Astronom verfasste er eine Übersicht über die Astronomie und einen Sternkatalog (für das Jahr 1276/77).
Von ihm stammt ein Beweisversuch für das Parallelenpostulat von Euklid, manchmal wurde er aber auch Athīr al-Dīn al-Abharī zugeschrieben.